# De Beemden (Landen)
De Beemden is een natuurreservaat in Landen (Vlaams-Brabant, België).
Het reservaat omvat een recreatiedomein en een natuurgebied, met een totale oppervlakte van 7 hectare. Het is gelegen in de vallei van de Zeype en de Molenbeek en eigendom van de stad Landen, die het beheer ervan toevertrouwde aan Natuurpunt .
Het gebied bestond oorspronkelijk uit hooi- en graasweiden, waarop de vroegere eigenaar vijvers liet uitgraven. De natuur kon haar gang gaan, wat het ontstaan mogelijk maakte van 6 biotopen op een relatief kleine oppervlakte.
Tussen de vijvers ontstonden spontaan kleine wilgenbosjes, waar onder andere spechten en de wielewaal hun nesten maken. Het relatief zuivere grondwater in de vijvers maakt een zeer gevarieerd waterleven mogelijk, gaande van de grote geelgerande watertor tot libellen, vissen en ijsvogels. Wilde eend, waterhoen en meerkoet bouwen hier hun nesten, de blauwe reiger gebruikt de vijvers als jachtgebied.
Naast de verschillende grassoorten, vindt men hier ook planten die zich thuis voelen in een droge, kalkrijke omgeving. Opvallend zijn onder andere de hokjespeul (Astragalus glycyphyllos), het vijfvingerkruid (Potentilla reptans) en de wilde marjolein (Origanum vulgare). Hier kan men in de zomer talrijke soorten dagvlinders waarnemen. Vanaf dit opgehoopte terrein heeft men een goed uitzicht op het rietveld, het broedgebied van de kleine karekiet, de rietzanger, de rietgors en nog vele andere moerasvogels.